# Alexander Toradze
Alexander „Lexo” Toradze (gruz. ალექსანდრე თორაძე; ur. 30 maja 1952 w Tbilisi, zm. 11 maja 2022 w South Bend) – pochodzący z Gruzji amerykański pianista, najbardziej znany z swojego klasycznego repertuaru rosyjskiego. Był laureatem drugiej nagrody w Międzynarodowym Konkursie Pianistycznym im. Van Cliburna w 1977. Regularnie występował jako solista z wieloma najważniejszymi orkiestrami świata. W latach 1991–2017 był profesorem fortepianu na Indiana University South Bend. 

## Wczesne życie
Urodził się w Tbilisi, w gruzińskiej SRR, jego ojcem był David Toradze, kompozytor i Liana, aktorka filmowa i okulistka. Toradze rozpoczął naukę w centralnej szkole muzycznej w Tbilisi w wieku sześciu lat, a po raz pierwszy grał z orkiestrą w wieku dziewięciu lat. Od 1971 uczył się w Konserwatorium Moskiewskim pod kierunkiem Jakowa Zaka, Borysa Zemlianskiego i Lwa Naumowa. Studia ukończył w 1978.

## Kariera pianistyczna
W 1977 Toradze zdobył drugą nagrodę (i srebrny medal) na V Międzynarodowym Konkursie Pianistycznym im. Van Cliburna w Fort Worth w Teksasie. Członkini jury, pianistka Lili Kraus powiedziała później The New York Times : „...jestem pewna, że nikt inny też nie ma takiej mocy i pasji o tak nieograniczonym potencjale. Wykorzystuje każdy atom, każde włókno swojego ciała i nie ma innego celu niż życie muzyką. Jest, podobnie jak Radu Lupu, gdy wygrał, mieszanką zwierzęcia i anioła".
W 1983 roku podczas tournée z moskiewską Orkiestrą Symfoniczną Bolszoj poprosił o azyl w ambasadzie amerykańskiej w Madrycie i zamieszkał w Stanach Zjednoczonych. 
W 1991 roku Toradze został profesorem fortepianu na Uniwersytecie Indiana w South Bend
Toradze występował z czołowymi orkiestrami świata, takimi jak Filharmonia Berlińska, Orkiestra Teatru Maryjskiego, Filharmonia La Scala, Maggio Musicale Fiorentino, Orkiestra Symfoniczna Radia Bawarskiego, Filharmonia w Petersburgu, Orchestre National de France, City of Birmingham Symphony, Londyńska Orkiestra Symfoniczna. Współpracował z wieloma wybitnymi dyrygentami, w tym z Vladimirem Ashkenazym, Mikko Franckiem, Valerym Gergievem, Paavo Järvim, Vladimirem Jurowskim, Gianandreą Nosedą, Simonem Rattle, Esa-Pekką Salonenem, Jukką-Pekką Saraste i Klausem Tennstedtem  .
Toradze słynął z modlitwy przed występem. Zapytany w radiu przez Bruce'a Duffie, jaką radę mógłby dać początkującym pianistom koncertowym, Toradze odpowiedział: „Nie zapomnij modlić się do Boga przed każdym występem i nie zapomnij dać swojej duszy wystarczającej ilości powietrza. Uwierz we właściwy cel sztuki i w bycie człowiekiem”.

## Nagrania
Toradze specjalizował się w twórczości rosyjskich kompozytorów, takich jak Rachmaninow, Prokofiew, Strawiński i Czajkowski. Nagrywał dla wytwórni Philips i Angel/EMI. Do jego najbardziej znaczących nagrań należy pięć koncertów fortepianowych Prokofiewa z 1998 roku z Valerym Gergievem i Orkiestrą Kirowa dla wytwórni Philips. Z tego zestawu III Koncert fortepianowy Prokofiewa został uznany przez International Piano Quarterly za „najlepszy w historii” spośród ponad siedemdziesięciu nagrań. Inne nagrania dla Angel/EMI obejmują Obrazki z wystawy Musorgskiego, Siódmą sonatę fortepianową Prokofiewa, Trzy sceny z Pietruszki Strawińskiego oraz Mirroirs i Gaspard de la nuit Ravela.

## Życie prywatne
W latach 1990–2002 Toradze był żonaty z pianistką Susan Blake, z którą miał dwóch synów, Alexa i Davida. 
23 kwietnia 2022 Toradze doznał ostrej niewydolności serca podczas występu z Vancouver Symphony Orchestra USA w Vancouver w stanie Waszyngton. Mimo tego nie zaprzestał występu, dopiero po koncercie został zabrany do szpitala. Zmarł niecałe trzy tygodnie później, 11 maja 2022 roku w South Bend w stanie Indiana, w wieku 69 lat. 

## Upamiętnienie
Po śmierci pianisty, jego siostra Nino Toradze powołała Toradze Foundation, fundację, której celem jest upamiętnienie Davida i Alexandra Toradze (ojca i syna), a także promocja gruzińskiej kultury na świecie. Fundacja organizuje Toradze International Music Festival, którego pierwsza edycja miała miejsce w 2023.